# Джульбарс (фильм)
«Джульба́рс» — советский фильм 1935 года режиссёра Владимира Шнейдерова по сценарию Габриэля Эль-Регистана.

## Сюжет

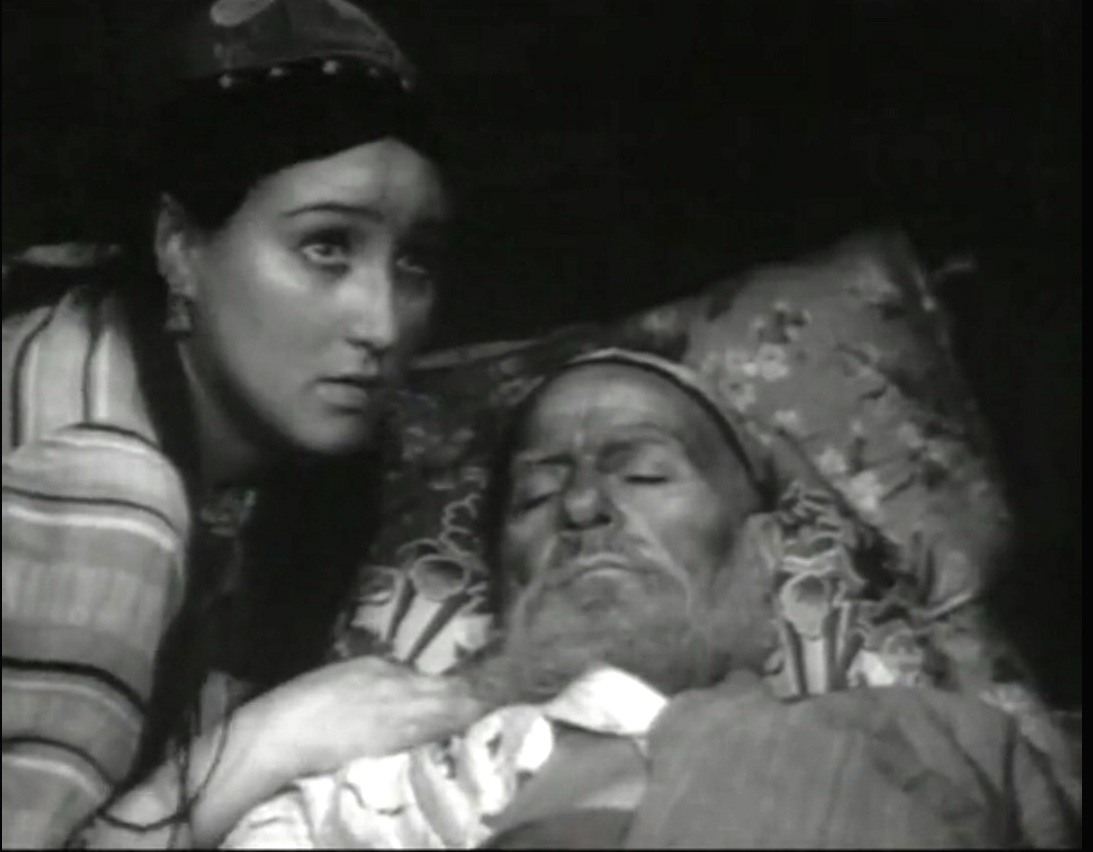
Кадр из кинофильма «Джульбарс». Пэри и Шо-Мурад

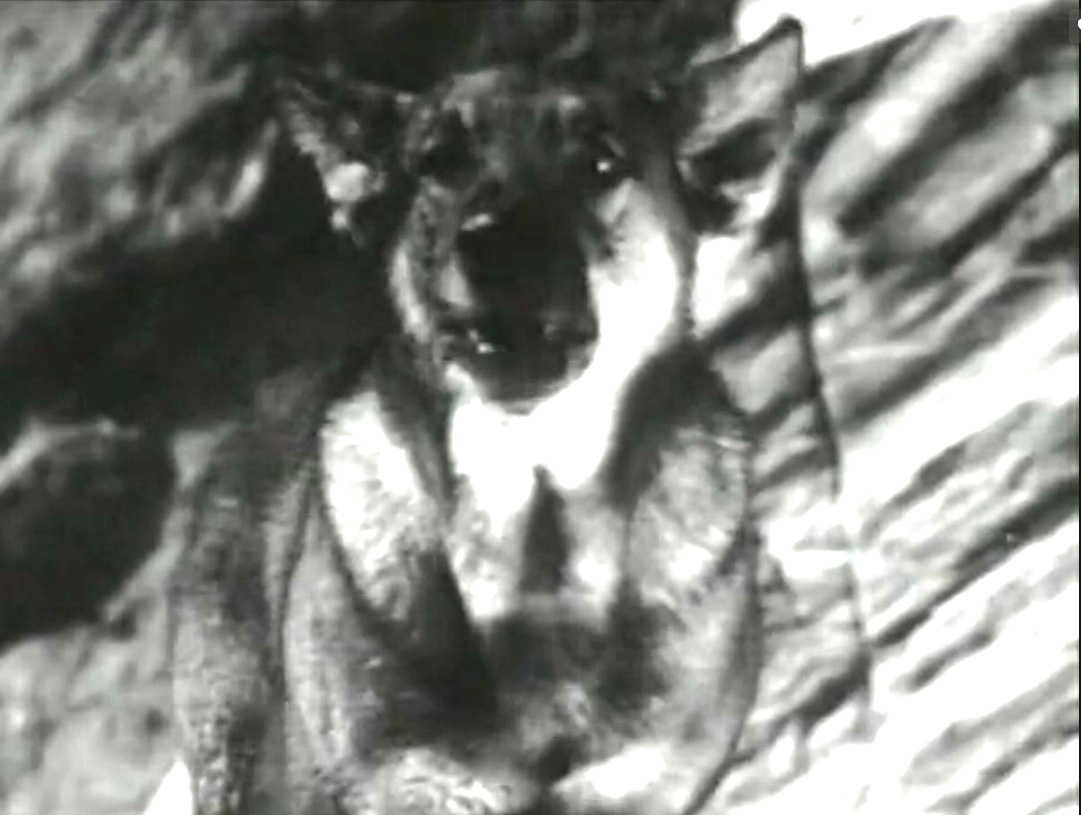
Кадр из кинофильма «Джульбарс». Люкс — главный герой кинокартины

Фильм рассказывает о противостоянии пограничников и отважной овчарки, пса по имени Джульбарс (по-тюркски «Тигр»), банде, которую возглавляет бывший бай. Отряд басмачей нападает на мирный караван, бредущий в горные кишлаки, и старик-проводник Шо-Мурад (Николай Черкасов-Сергеев) с внучкой Пэри (Наталья Гицерот) оказываются в плену у бандитов. Пограничникам и верному Джульбарсу предстоит отбить пленников и обезвредить врагов.

## О создании фильма
Фильм снимался на Памире, на заставе в местечке Суфи-Курган в 150 км от Оша.

…Подобранный по эпизодам материал смотрим на экране. На одном из очередных просмотров присутствует герой картины Люкс — исполнитель роли отважного пограничного пса Джульбарса. Он, как и полагается хорошо воспитанной служебной собаке, не реагирует ни на самого себя, которого, по-видимому, принимает за другую собаку, ни на коней, ни на актеров. Но, когда на экране появляется его друг актёр Макаренко в костюме помощника начальника заставы, собачье сердце не выдерживает. Он, узнав друга, начинает тихо скулить, махать хвостом и всячески выражать свои чувства громким, восторженным лаем… 

Из дневника режиссёра фильма В. А. Шнейдерова, 1936

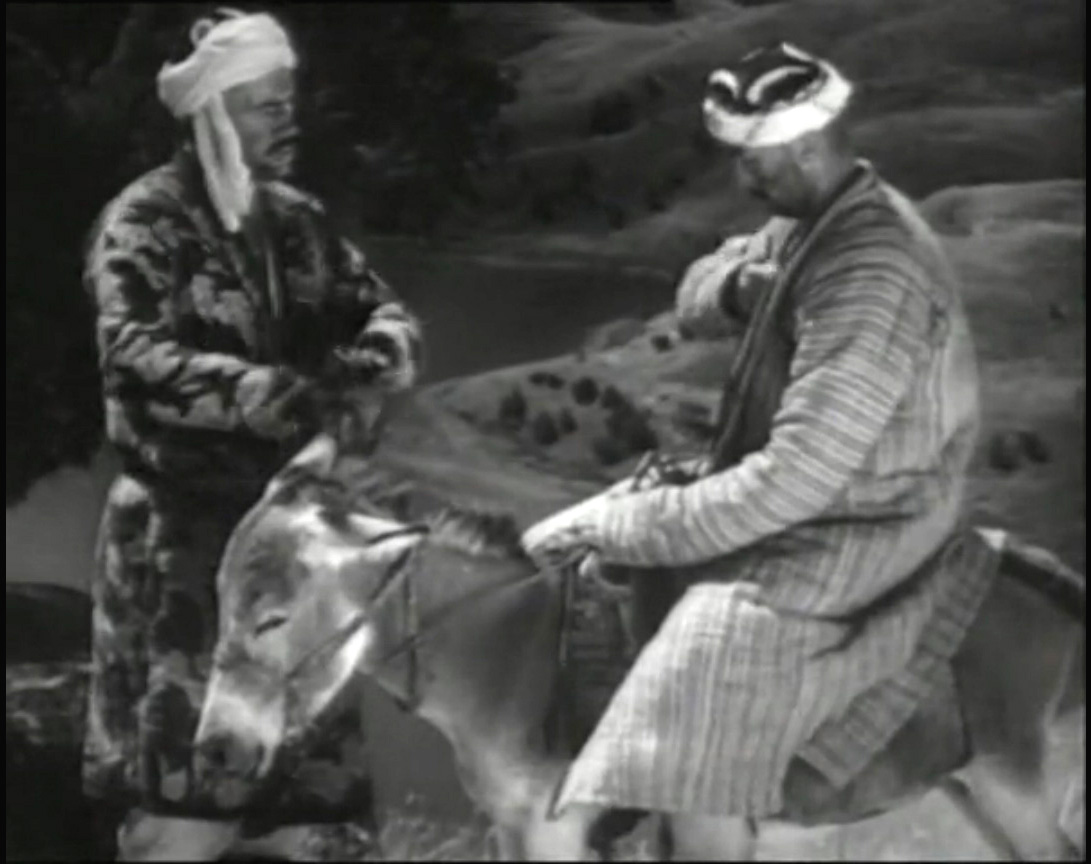
Кадр из кинофильма «Джульбарс». Абдулла и Керим

По воспоминаниям актёра Андрея Файта, сыгравшего бывшего басмача, скрывавшегося под видом пастуха, «в картине не было ни исключительных актерских удач, ни особых режиссёрских находок. Тем не менее она завоевала удивительную популярность, в особенности среди юных зрителей».

## Роли
- Николай Черкасов-Сергеев — Шо-Мурад
- Наталья Гицерот — Пэри
- Николай Макаренко — Ткаченко
- Иван Бобров — Абдулла
- Андрей Файт — Керим
- Эммануил Геллер — эпизод
- Журахон Рахмонов — эпизод
- Н. П. Телешов — нищий

В роли Джульбарса овчарка Люкс.

## Съёмочная группа
- Режиссёр-постановщик — Владимир Шнейдеров
- Сценаристы — Эль Регистан, Владимир Шнейдеров
- Оператор — Александр Шеленков
- Ассистент режиссёра — Николай Верховский
- Ассистент оператора — Иоланда Чен
- Художник — Фёдор Богуславский
- Музыка — Сергея Василенко
- Звукорежиссёр — Е. И. Деруп
- Директор картины — Феликс Богуславший

## Технические данные
- 79 мин, ч/б, Межрабпомфильм.
- Фильм восстановлен в 1963 году на к/ст Мосфильм.